# جام ملت‌های اروپای زنان ۲۰۰۵
مسابقاتِ فوتبالِ زنانِ اروپا ۲۰۰۵ که به آن جام یوفا زنان ۲۰۰۵ نیز گفته می‌شود، یکی از دوره‌های مسابقات فوتبال زنان اروپا بود که از ۵ ژوئن تا ۱۹ ژوئن ۲۰۰۵ در شهرهای لانکاشر و چشایر کشور انگلستان برگزار شد. کشور آلمان پنجمین قهرمانی پی در پی و ششمین قهرمانی (با احتساب قهرمانی در رقابتهای اروپایی یوفا برای تیم‌های زنان) خود را در مجموع در این تورنومنت بدست آورد. این قهرمانی آخرین قهرمانی برای مربی آنها تینا توینه بود که چند ماه پیش از مسابقات اعلام کرده بود که پس از پایان مسبقات بازنشسته می‌شود. در نه سال حضور خود به عنوان سرمربی تیم زنان آلمان به همراه این تیم سه عنوان قهرمانی در مسابقات فوتبال زنان اروپا، دو مدال برنز در المپیک و قهرمانی در جام جهانی فوتبال زنان ۲۰۰۳ را بدست آورده بود. این مسابقات برای تعیین بهترین و آماده‌ترین تیم برگزار شد.